# Бертло Софі
Софі Бертло (фр. Sophie Berthelot уроджена Софі Каролін Ньоде, Sophie Caroline Niaudet 17 лютого 1837, Париж — 18 березня 1907, Париж) — перша жінка, похована в паризькому Пантеоні.

## Біографія
Сім'я Софі була в родинних стосунках з годинною династією Бреге, сама вона була племінницею Луї Франсуа Клемана Бреге і внучатою племінницею Абраама-Луї Бреге. У дитинстві отримала сувору кальвіністське освіту, якою відрізнялася сім'я Бреге. У 1861 році одружилася з хіміком і політиком Марселеном Бертло. Плодом цього шлюбу було шестеро дітей , яких вона також виховувала в дусі строгості . Серед її синів — політик Андре Бертло (1862—1938), вчений Даніель Бертло (1865—1927), дипломат Філіп Бертло (1866—1934) і філософ Рене Бертло (1872—1960). Померла 18 березня 1907, через кілька годин після свого чоловіка.

## Поховання
У 1907 році Французька держава ухвалила рішення про поховання в паризькому Пантеоні праху не тільки Марселя Бартлі, а й його дружини Софі, оскільки «ніжно люблять один одного подружжя просили не розлучати їх після смерті, як не розлучалися вони за життя». Отже, Софі Бертло стала першою (і до 1995 року — єдиною) жінкою, яка була удостоєна такої честі з боку «вдячного батьківщини». Причиною того була «в подяку за своє подружнє чеснота», оскільки Софі померла всього через кілька годин після свого чоловіка. На похованні були присутні президент Республіки, міністри та інші державні діячі. Під час похорону, міністр народної освіти Арістід Бріан виголосив промову в честь Софі Бертло, в якій зокрема було сказано:
Пані Бертло володіла всіма рідкісними якостями, які дозволяють красивій, граціозній, ніжній, люблячій і вихованій жінці розділяти хвилювання, мрії і турботи геніальної людини. Вона прожила з Бертло в спільності почуттів і думок, які об'єднували їх в ідеальну пару, що мала єдине серце і єдину душу.

## Пам'ять
На згадку про Софі Бертло названий ліцей в місті Кале.